# Moritz Baumgartl
Moritz Baumgartl (* 22. Mai 1934 in Frühbuß, Tschechoslowakei; † 8. Juli 2024 in Stuttgart) war ein deutscher Maler, Grafiker und Hochschullehrer.

## Leben
Moritz Baumgartl wurde 1934 in Frühbuß im Erzgebirge geboren. Von 1955 bis 1959 studierte er an der Staatlichen Akademie der Bildenden Künste Stuttgart (ABK) Kunsterziehung bei Rudolf Daudert, Christoff Schellenberger und Rudolf Yelin. Nach längerer Tätigkeit als Kunsterzieher am Friedrich-Eugens-Gymnasium Stuttgart wurde er zum Sommersemester 1976 als Professor und Leiter einer Klasse für allgemeine künstlerische Ausbildung (Nachfolge Hugo Peters) an die Stuttgarter Akademie berufen.
1987 wurde er als ordentliches Mitglied der Klasse der Künste und Kunstwissenschaften in die Sudetendeutsche Akademie der Wissenschaften und Künste berufen. 1993 erhielt er den Sudetendeutschen Kulturpreis für Bildende Kunst und Architektur. 2018 wurde er mit dem Erich-Heckel-Preis des Künstlerbundes Baden-Württemberg für sein herausragendes Lebenswerk ausgezeichnet.
Im Jahre 2000 beendete er die Lehrtätigkeit an der Akademie. Sein künstlerisches Werk zeigte er in zahlreichen Ausstellungen, so unter anderem in Stuttgart, Basel, Zürich und Paris. Ebenso liegen mehrere Werkmonographien, Ausstellungskataloge und Fernsehfilme über ihn vor.

## Werke (Auswahl)
- Der Keim
- The Olympic Camp
- Ruhe nach dem Flug
- Taube von innen nach außen
- Die Überfahrt
- Entstehung eines Stillebens II, 1967
- Luftschiff, 1967
- Ruhe nach dem Flug, 1967
- Castle in landscape, 1969
- Sitzvogel E, 1969
- Säule, 1970
- Treppe, 1970
- Taube von innen nach außen, 1972
- Untitled, 1972
- Untitled, 1973
- Die Überfahrt, 1977
- The Artist, 1977
- Einseitiges Interesse, 1983
- Ikarus oder der Steinerne Himmel, 1983
- Die Zange, 1985
- Dalmatiens blaue Stunde, 1991